# Campeonato Mundial de Snowboard de 2021 - Halfpipe feminino
A prova do Halfpipe feminino do Campeonato Mundial de Snowboard de 2021 ocorreu nos dias 11 de março e 13 de março em Aspen nos Estados Unidos. 

## Medalhistas
| Ouro            | Prata               | Bronze                  |
| Chloe Kim (USA) | Maddie Mastro (USA) | Queralt Castellet (ESP) |

## Resultados

### Qualificação
Um total de 18 snowboarders participaram da competição.  A prova ocorreu no dia 11 de março com início às 08:45.  As 8 melhores avançaram para a fase final.
| Colocação | Bib | Ordem de descida | Nome                 | Nacionalidade  | Descida 1 | Descida 2 | Melhor | Notas |
| --------- | --- | ---------------- | -------------------- | -------------- | --------- | --------- | ------ | ----- |
| 1         | 6   | 2                | Chloe Kim            | Estados Unidos | 89.25     | 93.75     | 93.75  | Q     |
| 2         | 1   | 8                | Queralt Castellet    | Espanha        | 86.50     | 81.25     | 86.50  | Q     |
| 3         | 2   | 6                | Maddie Mastro        | Estados Unidos | 80.75     | 33.50     | 80.75  | Q     |
| 4         | 8   | 10               | Sena Tomita          | Japão          | 70.75     | 73.00     | 73.00  | Q     |
| 5         | 4   | 1                | Haruna Matsumoto     | Japão          | 31.50     | 72.00     | 72.00  | Q     |
| 6         | 11  | 11               | Elizabeth Hosking    | Canadá         | 71.75     | 66.75     | 71.75  | Q     |
| 7         | 3   | 3                | Mitsuki Ono          | Japão          | 66.50     | 61.75     | 66.50  | Q     |
| 8         | 5   | 9                | Kurumi Imai          | Japão          | 54.75     | 63.00     | 63.00  | Q     |
| 9         | 7   | 4                | Leilani Ettel        | Alemanha       | 60.00     | DNS       | 60.00  |       |
| 10        | 15  | 13               | Emily Arthur         | Austrália      | 55.75     | 26.75     | 55.75  |       |
| 11        | 14  | 14               | Alexandria Simsovits | Estados Unidos | 43.50     | 46.75     | 46.75  |       |
| 12        | 18  | 16               | Šárka Pančochová     | Chéquia        | 39.50     | 39.75     | 39.75  |       |
| 13        | 17  | 18               | Lee Na-yoon          | Coreia do Sul  | 22.50     | 37.00     | 37.00  |       |
| 14        | 16  | 17               | Jenise Spiteri       | Malta          | 32.50     | 30.50     | 32.50  |       |
| 15        | 9   | 7                | Zoe Kalapos          | Estados Unidos | 24.25     | 15.25     | 24.25  |       |
| 16        | 12  | 12               | Tessa Maud           | Estados Unidos | 16.00     | 12.00     | 16.00  |       |
| 17        | 10  | 5                | Berenice Wicki       | Suíça          | 9.50      | DNS       | 9.50   |       |
| 18        | 15  | 13               | Brooke Dhondt        | Canadá         | 7.00      | 5.75      | 7.00   |       |

### Final
A final foi iniciada no dia 13 de março às 13h00. 
| Colocação         | Bib | Ordem de descida | Nome              | Nacionalidade  | Descida 1 | Descida 2 | Descida 3 | Melhor |
| ----------------- | --- | ---------------- | ----------------- | -------------- | --------- | --------- | --------- | ------ |
| Medalha de ouro   | 6   | 8                | Chloe Kim         | Estados Unidos | 90.00     | 93.75     | 50.00     | 93.75  |
| Medalha de prata  | 2   | 6                | Maddie Mastro     | Estados Unidos | 73.25     | 70.50     | 89.00     | 89.00  |
| Medalha de bronze | 1   | 7                | Queralt Castellet | Espanha        | 11.25     | 27.25     | 87.50     | 87.50  |
| 4                 | 8   | 5                | Sena Tomita       | Japão          | 84.50     | 86.50     | 34.75     | 86.50  |
| 5                 | 4   | 4                | Haruna Matsumoto  | Japão          | 77.25     | 29.25     | 14.75     | 77.25  |
| 6                 | 3   | 2                | Mitsuki Ono       | Japão          | 20.50     | 74.50     | 33.75     | 74.50  |
| 7                 | 11  | 3                | Elizabeth Hosking | Canadá         | 70.50     | 60.75     | 17.75     | 70.50  |
| 8                 | 5   | 1                | Kurumi Imai       | Japão          | 61.50     | 7.00      | 64.25     | 64.25  |

Legenda
| Recorde mundial       | Recorde mundial (World record)               |                       | Recorde africano                      | Recorde africano (African) |                                           | Q | Classificado por posição (Qualified) |
| Recorde do campeonato | Recorde do campeonato (Championship record)  | Recorde da América    | Recorde da América (Americas)         | q                          | Classificado por melhor tempo (Qualified) |   |                                      |
| Melhor marca do ano   | Melhor marca do ano (World leading)          | Recorde asiático      | Recorde asiático (Asian)              | DNS                        | Não largou (Did not start)                |   |                                      |
| Recorde nacional      | Recorde nacional (National record)           | Recorde europeu       | Recorde europeu (European)            | DNF                        | Não terminou (Did not finish)             |   |                                      |
| Recorde pessoal       | Recorde pessoal do atleta (Personal best)    | Recorde da Oceania    | Recorde da Oceania (Oceania)          | DSQ / DQ                   | Desclassificado (Disqualified)            |   |                                      |
| Recorde da temporada  | Recorde da temporada do atleta (Season best) | Recorde sul-americano | Recorde sul-americano (South America) | NM                         | Sem marca (No mark)                       |   |                                      |